# Шишка (Черниговская область)
Шишка (укр. Шишка) — село в Корюковском районе Черниговской области Украины. Население 79 человек. Занимает площадь 0,321 км².
Код КОАТУУ: 7422482006. Почтовый индекс: 15341. Телефонный код: +380 4657.

## История
Шишки (Шишковка), село в Черниговской области. Близ села, на берегу реки Ревны, в урочище Нарвенки, городище древнерусского времени.
По данным на 1986 год было северной частью села Буда. Решением Черниговского областного совета от 29.04.1992 года возобновили село Шишки, которое было ранее объединено с селом Буда.

## Власть
Орган местного самоуправления — Будянский сельский совет. Почтовый адрес: 15341, Черниговская обл., Корюковский р-н, с. Буда, ул. Войкова, 7.